# Hollywood Boulevard
Hollywood Boulevard è una strada situata nel quartiere di Hollywood a Los Angeles. 
La strada ebbe il nome di Prospect Avenue dal 1887 fino al 1910, quando la città di Hollywood venne annessa a Los Angeles.

## Storia
Nel 1958 fu creata la Hollywood Walk of Fame per rendere tributo ai più famosi artisti dell'industria dell'intrattenimento, che è diventata col tempo una delle più famose attrazioni della città.
A partire dal 1995 sono state avviate una serie di iniziative per ridare lustro alla via, che era andata incontro ad una fase di declino, e in questa ottica sono state realizzate alcune nuove strutture come il Dolby Theatre (terminato nel 2001) che ospita la cerimonia per l'assegnazione dei Premi Oscar.
Altre importanti attrazioni di Hollywood Boulevard sono il Chinese Theatre e il Capitol Records Building.